# Dreieck Bottrop
Het Dreieck Bottrop is een knooppunt in de Duitse deelstaat Noordrijn-Westfalen. Op dit trompetknooppunt sluit de A31 vanuit Emden aan op de A2 (Kreuz Oberhausen-Dreieck Werder).
| Aansluitende wegen                                              | Aansluitende wegen           | Aansluitende wegen       | Aansluitende wegen | Aansluitende wegen |
| --------------------------------------------------------------- | ---------------------------- | ------------------------ | ------------------ | ------------------ |
|                                                                 |                              | richting Dorsten / Emden |                    |                    |
|                                                                 |                              |                          |                    |                    |
| (A3) richting Bottrop / Oberhausen Düsseldorf / Keulen / Arnhem | richting Dortmund / Hannover |                          |                    |                    |
|                                                                 |                              |                          |                    |                    |
|                                                                 |                              |                          |                    |                    |